# Szwajcaria na Zimowych Igrzyskach Olimpijskich 1956
Szwajcarię na Zimowych Igrzyskach Olimpijskich 1956 reprezentowało 59 zawodników: 51 mężczyzn i osiem kobiet. Był to siódmy start reprezentacji Szwajcarii na zimowych igrzyskach olimpijskich.

## Zdobyte medale
| Medal  | Zawodnik                                                  | Dyscyplina            | Konkurencja             | Rezultat    |
| ------ | --------------------------------------------------------- | --------------------- | ----------------------- | ----------- |
| Złoto  | Franz Kapus, Gottfried Diener, Robert Alt, Heinrich Angst | Bobsleje              | Czwórki mężczyzn        | 5:10,44 min |
| Złoto  | Madeleine Berthod                                         | Narciarstwo alpejskie | zjazd kobiet            | 1:40,7 min  |
| Złoto  | Renée Colliard                                            | Narciarstwo alpejskie | slalom specjalny kobiet | 1:52,3 min  |
| Srebro | Raymond Fellay                                            | Narciarstwo alpejskie | zjazd mężczyzn          | 2:55,7 min  |
| Srebro | Frieda Dänzer                                             | Narciarstwo alpejskie | zjazd kobiet            | 1:45,4 min  |
| Brąz   | Max Angst, Harry Warburton                                | Bobsleje              | Dwójki mężczyzn         | 5:37,46 min |

## Skład kadry

### Biegi narciarskie
Mężczyźni
| Zawodnik                                                  | Konkurencja        | czas      | Pozycja |
| --------------------------------------------------------- | ------------------ | --------- | ------- |
| Werner Zwingli                                            | Bieg na 15 km      | 53:40,0   | 20.     |
| Victor Kronig                                             | Bieg na 15 km      | 54:43,0   | 33.     |
| Michel Rey                                                | Bieg na 15 km      | 55:05,0   | 36.     |
| Erwin Hari                                                | Bieg na 15 km      | 55:06,0   | 38.     |
| Marcel Huguenin                                           | Bieg na 30 km      | 1:54:36,0 | 25.     |
| Fritz Kocher                                              | Bieg na 30 km      | 1:55:18,0 | 27.     |
| André Huguenin                                            | Bieg na 30 km      | 1:58:40,0 | 34.     |
| Armand Genoud                                             | Bieg na 30 km      | 2:01:05,0 | 41.     |
| Christian Wenger                                          | Bieg na 50 km      | 3:17:49,0 | 18.     |
| Fritz Zurbuchen                                           | Bieg na 50 km      | 3:19:42,0 | 19.     |
| Alfred Kronig                                             | Bieg na 50 km      | 3:23:21,0 | 24.     |
| André Huguenin                                            | Bieg na 50 km      | 3:31:04,0 | 27.     |
| Werner Zwingli Victor Kronig Fritz Kocher Marcel Huguenin | Sztafeta 4 × 10 km | 2:24:30,0 | 7.      |

### Bobsleje
Mężczyźni
| Osada | Zawodnik                                               | Konkurencja | Ślizg 1 | Ślizg 2 | Ślizg 3 | Ślizg 4 | Łącznie | Pozycja |
| ----- | ------------------------------------------------------ | ----------- | ------- | ------- | ------- | ------- | ------- | ------- |
| SUI-1 | Max Angst Harry Warburton                              | Dwójki      | 1:24,71 | 1:23,81 | 1:24,27 | 1:24,67 | 5:37,49 | brąz    |
| SUI-2 | Franz Kapus Heinrich Angst                             | Dwójki      | 1:24,74 | 1:24,50 | 1:24,70 | 1:26,17 | 5:40,11 | 7.      |
| SUI-1 | Franz Kapus Gottfried Diener Robert Alt Heinrich Angst | Czwórki     | 1:18,00 | 1:17,19 | 1:17,09 | 1:18,16 | 5:10,44 | złoto   |
| SUI-2 | Max Angst Aby Gartmann Harry Warburton Rolf Gerber     | Czwórki     | 1:17,41 | 1:17,85 | 1:18,08 | 1:20,33 | 5:14,27 | 4.      |

### Hokej na lodzie
Reprezentacja mężczyzn
| - Christian Conrad - Martin Riesen - Kurt Peter - Georg Riesch - Émile Golaz - Rudolf Keller - Sepp Weingärtner - Paul Hofer - Hans Ott |  | - Franz Berry - Hans Pappa - Fritz Naef - Emil Handschin - Bernhard Bagnoud - Walter Keller - Rätus Frei - Otto Schläpfer |

Reprezentacja Szwajcarii brała udział w rozgrywkach grupy C turnieju olimpijskiego zajmując w niej trzecie (ostatnie) miejsce. W grupie pocieszenia turnieju olimpijskiego zajęła trzecie miejsce. Ostatecznie reprezentacja Szwajcarii została sklasyfikowana na 9. miejscu.

#### Runda pierwsza
Grupa C
| Drużyna    | M | Mecze | Mecze | Mecze | Bramki | Bramki | Bramki | Pkt |
| Drużyna    | M | W     | R     | P     | +      | –      | +/−    | Pkt |
| ---------- | - | ----- | ----- | ----- | ------ | ------ | ------ | --- |
| ZSRR       | 2 | 2     | 0     | 0     | 15     | 4      | +9     | 4   |
| Szwecja    | 2 | 1     | 0     | 1     | 7      | 10     | -3     | 2   |
| Szwajcaria | 2 | 0     | 0     | 2     | 8      | 16     | -8     | 0   |

Wyniki
| 28 stycznia 1956 | Szwecja | 6:5 | Szwajcaria | Olympic Ice Stadium |

| Godzina: 19:00 |  |  |  | Sędzia główny: Zarzycki Sędziowie liniowi: Lecompte |

| 29 stycznia 1956 | ZSRR | 10:3 | Szwajcaria | Olympic Ice Stadium |

| Godzina: 21:30 |  |  |  | Sędzia główny: Dwars Sędziowie liniowi: Lecompte |

#### Grupa pocieszenia
| Drużyna    | M | Mecze | Mecze | Mecze | Bramki | Bramki | Bramki | Pkt | Uwagi |
| Drużyna    | M | W     | R     | P     | +      | –      | +/−    | Pkt | Uwagi |
| ---------- | - | ----- | ----- | ----- | ------ | ------ | ------ | --- | ----- |
| Włochy     | 3 | 3     | 0     | 0     | 21     | 7      | +14    | 6   |       |
| Polska     | 3 | 2     | 0     | 1     | 12     | 10     | +2     | 4   |       |
| Szwajcaria | 3 | 1     | 0     | 2     | 12     | 18     | -6     | 2   |       |
| Australia  | 3 | 0     | 0     | 3     | 9      | 19     | -10    | 0   |       |

Wyniki
| 31 stycznia 1956 | Szwajcaria | 7:4 | Austria | Olympic Ice Stadium |

| Godzina: 15:30 |  |  |  | Sędzia główny: Tencza Sędziowie liniowi: Kanunnikow |

| 1 lutego 1956 | Szwajcaria | 2:6 | Polska | Olympic Ice Stadium |

| Godzina: 21:30 |  |  |  | Sędzia główny: Ahlin Sędziowie liniowi: Axberg |

| 2 lutego 1956 | Szwajcaria | 3:8 | Włochy | Olympic Ice Stadium |

| Godzina: 12:00 |  |  |  | Sędzia główny: Lecompte Sędziowie liniowi: Unger |

### Łyżwiarstwo figurowe
| Zawodnik       | Konkurencja | Nota   | Pozycja |
| -------------- | ----------- | ------ | ------- |
| Karin Borner   | Solistki    | 141,09 | 16.     |
| Alice Fischer  | Solistki    | 137,69 | 18.     |
| François Pache | Soliści     | 139,35 | 11.     |
| Hans Müller    | Soliści     | 135,28 | 12.     |

### Łyżwiarstwo szybkie
Mężczyźni
| Zawodnik      | Konkurencja   | Konkurencja   | Konkurencja    | Konkurencja    | Konkurencja    | Konkurencja    | Konkurencja      | Konkurencja      |
| Zawodnik      | Bieg na 500 m | Bieg na 500 m | Bieg na 1500 m | Bieg na 1500 m | Bieg na 5000 m | Bieg na 5000 m | Bieg na 10 000 m | Bieg na 10 000 m |
| Zawodnik      | Czas          | Miejsce       | Czas           | Miejsce        | Czas           | Miejsce        | Czas             | Miejsce          |
| ------------- | ------------- | ------------- | -------------- | -------------- | -------------- | -------------- | ---------------- | ---------------- |
| Erich Kull    | 44,3          | 40.           | 2:21,7         | 46.            |                |                |                  |                  |
| Jurg Rohrbach |               |               | 2:21,7         | 46.            | 8:39,5         | 39.            |                  |                  |

### Narciarstwo alpejskie
Mężczyźni
| Georges Schneider |                 |                 | 3:17,3 | 17.             | 1:29,0                   | 1:53,6                   | 3:22,6                   | 5.  |  |  |
| Roland Blaesi     |                 |                 | 3:18,2 | 18.             |                          |                          |                          |     |  |  |
| Martin Julien     |                 | 3:18,5          | 19.    | Dyskwalifikacja | Nie ukończył konkurencji | Nie ukończył konkurencji | Nie ukończył konkurencji |     |  |  |
| Raymond Fellay    | 2:55,7          | srebro          | 3:23,9 | 27.             | 1:32,8                   | 1:59,3                   | 2:32,1                   | 11. |  |  |
| René Rey          |                 |                 |        |                 | 1:34,1                   | 1:53,6                   | 2:27,7                   | 10. |  |  |
| Roger Staub       | 2:57,1          | 4.              |        |                 |                          |                          |                          |     |  |  |
| Hans Forrer       | 3:08,0          | 13.             |        |                 |                          |                          |                          |     |  |  |
| Andreas Ruedi     | Dyskwalifikacja | Dyskwalifikacja |        |                 |                          |                          |                          |     |  |  |

Kobiety
| Zawodniczka           | Konkurencja | Konkurencja | Konkurencja   | Konkurencja   | Konkurencja         | Konkurencja         | Konkurencja      | Konkurencja      |
| Zawodniczka           | Zjazd       | Zjazd       | Slalom gigant | Slalom gigant | Slalom specjalny    | Slalom specjalny    | Slalom specjalny | Slalom specjalny |
| Zawodniczka           | Czas        | Pozycja     | Czas          | Pozycja       | Czas 1-go przejazdu | Czas 2-go przejazdu | Czas łączny      | Pozycja          |
| --------------------- | ----------- | ----------- | ------------- | ------------- | ------------------- | ------------------- | ---------------- | ---------------- |
| Madeleine Berthod     | 1:40,7      | złoto       | 1:58,3        | 4.            | 1:04,6              | 58,7                | 2:08,3           | 17.              |
| Annemarie Waser       |             |             | 2:02,3        | 14.           |                     |                     |                  |                  |
| Frida Dänzer          | 1:45,4      | srebro      | 2:00,9        | 11.           | 59,2                | 59,7                | 1:58,9           | 10.              |
| Renée Colliard        |             |             |               |               | 55,6                | 56,7                | 1:52,3           | złoto            |
| Heidi Beeler          | 1:54,0      | 25.         |               |               | 1:01,9              | 1:03,9              | 2:05,1           | 15.              |
| Rosemarie Reichenbach | 1:51,6      | 15.         |               |               |                     |                     |                  |                  |

### Skoki narciarskie
Mężczyźni
| Skoczek         | Skok 1    | Skok 1 | Skok 2    | Skok 2 | Nota  | Pozycja |
| Skoczek         | odległość | Nota   | odległość | Nota   | Nota  | Pozycja |
| --------------- | --------- | ------ | --------- | ------ | ----- | ------- |
| Andrea Daescher | 82,0      | 108,5  | 82,0      | 111,5  | 219,5 | 6.      |
| Conrad Rochat   | 68,5      | 89,5   | 68,5      | 87,5   | 177,0 | 40.     |
| Francis Perret  | 66,0      | 86,0   | 64,0      | 82,5   | 168,5 | 45.     |